# ویلانتریو
ویلانتریو (به ایتالیایی: Villanterio) یک کومونه در ایتالیا است که در استان پاویا واقع شده‌است. ویلانتریو ۱۴٫۵ کیلومتر مربع مساحت و ۳٬۲۰۱ نفر جمعیت دارد و ۷۵ متر بالاتر از سطح دریا واقع شده‌است.